# Thuisbioscoop

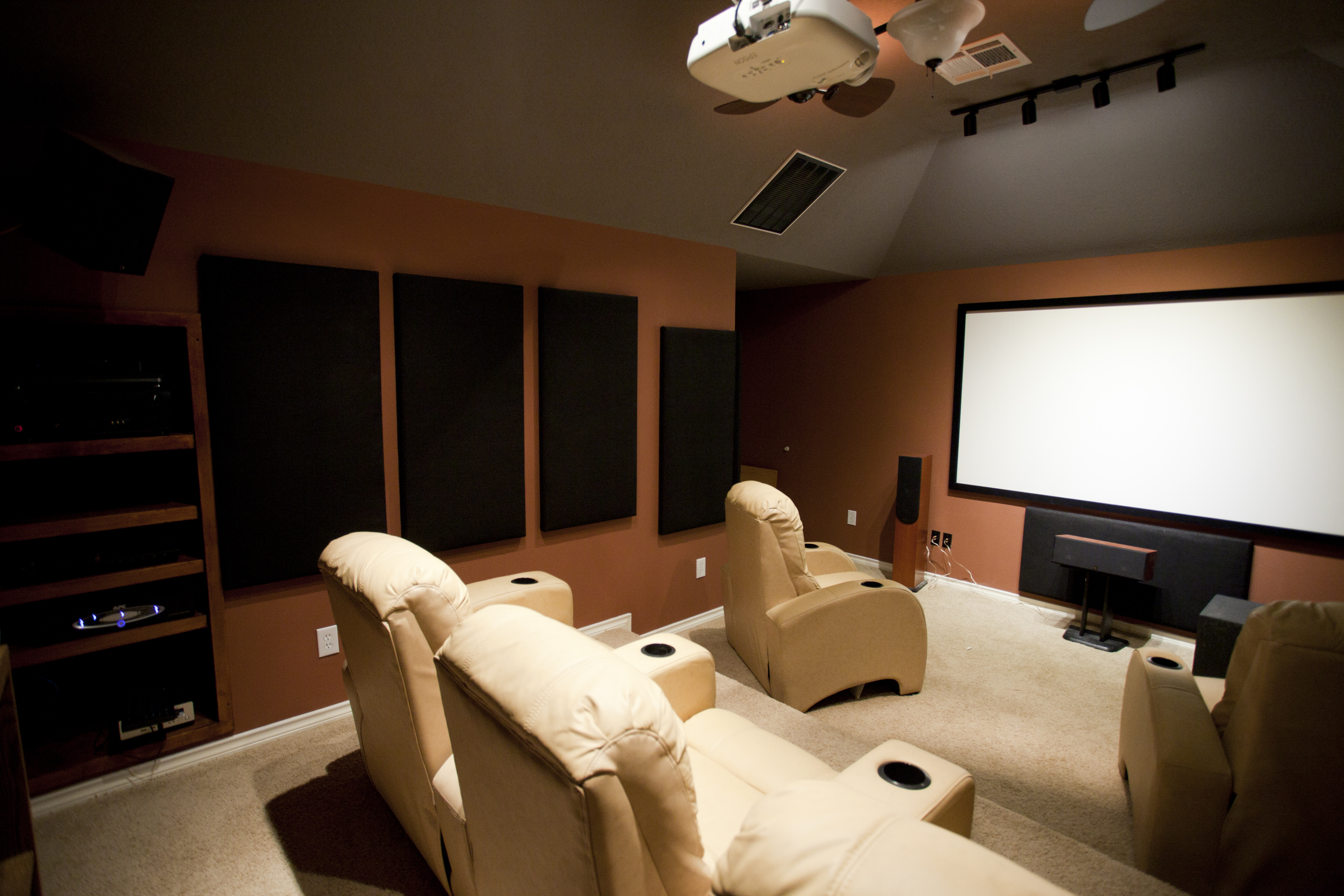
Een aparte kamer ingericht als thuisbioscoop met geluidsisolatie, professionele bekabeling en apparatuur.

Een thuisbioscoop verwijst naar een opstelling die tracht in een kamer van een woonhuis de sfeer en ervaring van een echte bioscoop na te bootsen. Hierbij wordt gebruikgemaakt van een groot televisiescherm of een beamer, in combinatie met een surround sound geluidsopstelling.

## Geschiedenis
In 1932 introduceerde Eastman Kodak de 8mm-film om een huisfilmformaat tot stand te brengen dat goedkoper was dan een 16mm-film. Er kwamen filmprojectors voor consumenten beschikbaar en mensen gingen regelmatig films in de huiskamer vertonen. Met de introductie van de videorecorder, en later de VHS-standaard in 1982, konden mensen films kopen of huren voor thuisgebruik. Tegen 1997 kwam de eerste dvd-speler op de markt, waarbij al een sterke verbetering in de beeld- en geluidskwaliteit zat. Een surround- of thuisbioscoop-set, wat bestaat uit een alles-in-1-systeem met dvd-speler en luidsprekers, werd populair en vaker toegepast in de huiskamer. Met de komst van goedkope en grote televisies, en opslagmedia zoals hd-dvd en blu-ray, zijn thuisbioscopen populair geworden. De technische vooruitgang zorgde ervoor dat de thuisbioscoop-ervaring steeds beter en realistischer werd.

## Apparatuur

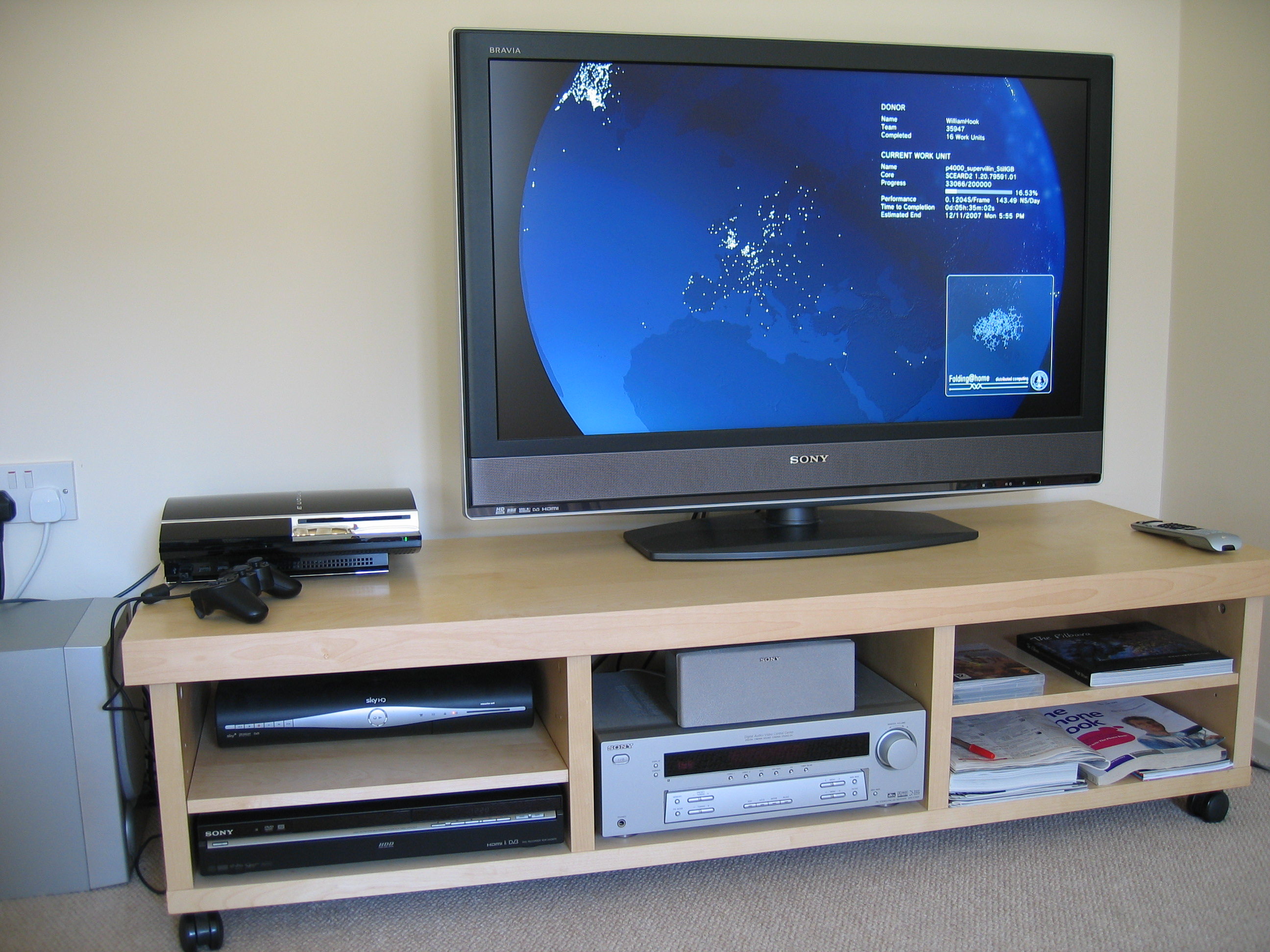
Opstelling van een eenvoudige thuisbioscoop.

Enkele onderdelen van een moderne thuisbioscoop zijn:
- Full-HD-flatscreentelevisie of beamer
- Dvd- of blu-ray-speler
- AV-receiver met meerkanaalsgeluid
- surround luidsprekeropstelling

### Mediaspeler en pc
Er kan een mediaspeler gebruikt worden voor het afspelen van films, in plaats van optische media. Een mediaspeler is een kastje waarmee video on demand kan worden bekeken. Ook wordt vaak het streamen van films ondersteund. Enkele voorbeelden van populaire mediaspelers zijn Apple TV, Roku, Tivo, Mede8er en Popcorn Hour.
Vergelijkbaar met een mediaspeler is de hometheatre-pc (HTPC). Dit is een computer die het doel heeft om media-gerelateerde taken uit te voeren. Dit kan bijvoorbeeld een normale computer zijn die op een televisie is aangesloten, maar er worden ook speciale apparaten voor verkocht, zoals de Google Chromecast. Hiermee is het tevens mogelijk om te streamen vanaf een smartphone of tablet. Met de opkomst van computers met hiervoor voldoende grafische capaciteiten in de 21e eeuw zijn HTPC's een populair medium voor mediaconsumptie geworden.
Veel moderne televisies (zogenaamde smart-tv's) hebben functionaliteiten van HTPC's ingebouwd. Dergelijke televisies hebben als voordeel dat er geen extra apparatuur aangesloten hoeft te worden met bijbehorende bekabeling.

### Opstelling
Belangrijke eigenschappen voor een goede opstelling zijn:
- de akoestiek van de kamer
- het gebruik van de kamer
- de opstelling ten opzichte van de tv

## Beeld- en geluidsweergave

### Beeld
Een conventioneel apparaat voor beeldweergave is een televisie, flatscreen, plasmascherm, of beamer. Voor een realistisch bioscoopgevoel wordt het gebruik van grotere schermen aangeraden. Wanneer het beeld op een projectiedoek wordt geprojecteerd kan het snel gaan krullen en vervormen. Het meest ideaal is een vast doek of beeldscherm op een vaste plek.
Soms wordt er apparatuur gebruikt om de beeldresolutie van een dvd (720x576) omhoog te schalen naar hd-formaat (1920x1080). Deze beeldcodering heet opschalen (upscaling) of transcoderen, en gebeurt vaak met speciale apparatuur. Sommige AV-receivers kunnen het videosignaal converteren van het ene formaat naar het andere, of zijn in staat om het aantal lijnen te verdubbelen naar 720 progressieve lijnen (720p).
Specifieke modellen AV-receivers beschikken over een HDMI-aansluiting waarmee het beeld kan worden doorgelust.

### Geluid
In de filmindustrie is het gebruikelijk om geluid driedimensionaal weer te geven met surround sound. Dit is een Engelse term waarmee geluid dat zich om de persoon heen bevindt aangeduid wordt. Het opgenomen geluid wordt gecodeerd met DTS of Dolby Digital. Bioscopen maken in toenemende mate  gebruik van Dolby Atmos of SDDS voor een realistische effectweergave.
Om een ideale bioscoopervaring na te bootsen is met name het geluid een belangrijke factor. Hier speelt de surround-versterker een grote rol, die het geluid verdeelt over alle luidsprekers in de kamer. Op dit apparaat kunnen andere apparaten zoals cd-spelers, blu-ray-spelers of televisies aangesloten worden. Daarnaast moet de AV-receiver in staat zijn om audioformaten te decoderen, zoals Dolby Pro Logic, Dolby Digital, DTS, en SDDS. Formaten die op blu-ray zijn terug te vinden, zijn Dolby TrueHD en DTS-HD Master Audio.

5.1 surround sound opstelling.

Een volwaardige surround-opstelling bestaat uit een 5.1 geluidsopstelling:
Frontspeakersdeze luidsprekers staan voor in de kamer en geven de muziek van de film weer
Centerspeakerdeze luidspreker staan midden voorin en geeft vooral de dialogen weer
Rearspeakersdeze luidsprekers staan achter in de kamer en zorgen voor het surroundgeluid
Subwooferhet .1-kanaal geeft de lage frequenties weer, vaak is dit een actieve subwoofer.
De meeste AV-receivers bieden een 7.1 uitgangsmogelijkheid. Dat betekent dat de receiver zeven speakers en één subwoofer aan kan sturen.

## Aparte kamer
Sommige liefhebbers hebben een aparte kamer ingericht als thuisbioscoop. Hierbij zijn de muren bedekt met geluidsisolerend materiaal, worden er beamers gebruikt op een projectiescherm, de aanwezigheid van speciale stoelen, zelfgebouwde sfeerverlichting, en in sommige gevallen zelfs een popcornmachine of verkoopautomaat met snacks. Ten slotte kan de kamer zijn ingericht met het thema van een favoriete filmserie, zoals Alien, Batman, Indiana Jones, of Star Trek.

## Domotica

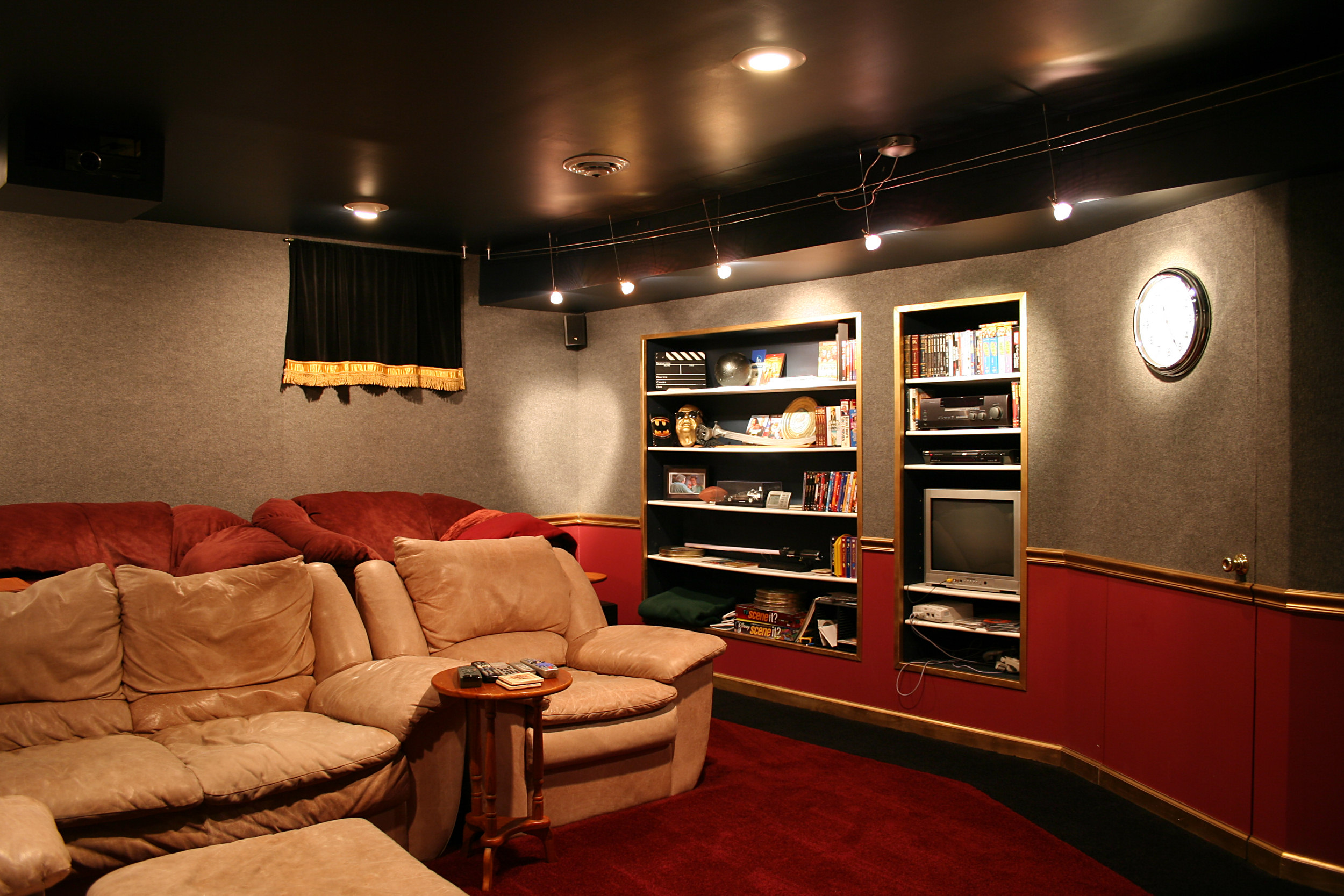
Thuisbioscoop met domotica.

In sommige thuisbioscopen is huisautomatisering of domotica terug te vinden. Dit is het toepassen van elektronica ten behoeve van de automatisering van processen in en om de woning. Hierbij kan gedacht worden aan een afstandsbediening om licht, gordijnen, en klimaatregeling met een druk op de knop in te stellen naar wens.